# Alfredo Pujol
Alfredo Gustavo Pujol (São João Marcos, 20 de março de 1865 — São Paulo, 20 de maio de 1930) foi um advogado, jornalista, crítico literário, político e orador brasileiro.

## Vida
Filho do educador e tradutor francês Hippolyte Gustave Pujol e da campineira Maria José de Castro.
Formou-se na Faculdade de Direito de São Paulo e desde jovem abraçou a causa republicana. Foi deputado estadual de 1898 a 1900, de 1901 a 1903, de 1907 a 1909 e de 1910 a 1912. Foi também deputado federal e secretário de governo do presidente de São Paulo Bernardino de Campos.
Participou de várias polêmicas intelectuais em seu tempo, entre elas a respeito do livro A Carne, de Júlio Ribeiro.
Foi homenageado em 1916 com o nome de uma importante rua no bairro de Santana, da cidade de São Paulo.
Escreveu em jornais de São Paulo, como o Diário Mercantil e O Estado de S. Paulo, de Campinas e do Rio de Janeiro. Era membro da Academia Paulista de Letras e do Instituto Histórico e Geográfico Brasileiro.

## Obras
- Mocidade e poesia, s.d.;
- Homenagem à memória de Sadi Carnot, 1894;
- Floriano Peixoto, 1895;
- O Direito na confederação, 1898;
- Manual de audiências (em colaboração com Eugênio Egas), 1908;
- Processos Criminais, 1908;
- Machado de Assis, 1917;
- Análise de "A carne", de Júlio Ribeiro.

## Academia Brasileira de Letras
Ocupou a cadeira 23 da Academia Brasileira de Letras, fundada por Machado de Assis.